# Gollumiella infuscata
Gollumiella infuscata är en stekelart som beskrevs av John M. Heraty 1992. Gollumiella infuscata ingår i släktet Gollumiella och familjen Eucharitidae. Inga underarter finns listade i Catalogue of Life.